# Томас-Гринфилд, Линда
Линда Томас-Гринфилд (англ. Linda Thomas-Greenfield; род. 1952) — американский дипломат, с 2013 по 2017 год работала помощником государственного секретаря по делам Африки в Бюро по делам Африки Государственного департамента. Она является старшим советником Albright Stonebridge Group в Вашингтоне. Избранный президент Джо Байден объявил, что намерен назначить её следующим послом США в ООН и включить её в Совет национальной безопасности и кабинет.

## Ранняя жизнь и образование
Томас-Гринфилд родилась в Бейкере (штат Луизиана), в 1974 году окончила Университет штата Луизиана со степенью бакалавра искусств. В 1975 году получила степень магистра государственного управления в Университете Висконсин-Мэдисон.

## Карьера
Томас-Гринфилд преподавала политологию в Бакнеллском университете. На дипломатической службе с 1982 года.
Она занимала должности заместителя помощника секретаря Бюро по народонаселению, беженцам и миграции (2004—2006), Посла в Либерии (2008—2012), Генерального директора дипломатической службы и директора отдела кадров (2012—2013).

## Личная жизнь
Муж Томас-Гринфилд, Лафайет Гринфилд, до выхода на пенсию работал в Государственном департаменте. У них двое детей.